# Pokal evropskih prvakov 1958-59
Pokal evropskih prvakov 1958-59 je bila druga sezona evropskega klubskega košarkarksega tekmovanja danes znanega kot Evroliga.

## Prvi predkrog
| Prvo moštvo         | Skup. Rez. | Drugo moštvo         | 1. tekma | 2. tekma |
| ------------------- | ---------- | -------------------- | -------- | -------- |
| Stars Charleville   | 140 - 67   | Barreirense Barreiro | 77-40    | 63-27    |
| Etzella Ettelbruck  | *          | Lech Poznan          |          |          |
| EK Engelmann Vienna | 125 - 188  | Spartak Brno         | 69-92    | 56-96    |
| ASA Bucureşti       | 147 - 124  | Wissenschaft Berlin  | 81-59    | 66-65    |
| Budapest Honvéd     | **         | Sundbyberg SK        |          |          |
| Urania Geneva       | 104 - 134  | Real Madrid          | 58-63    | 46-71    |

- *Etzella se je umaknil iz tekmovanja.
- **Sundbyberg se je umaknil iz tekmovanja.

## Prvi krog
| Prvo moštvo        | Skup. Rez. | Drugo moštvo      | 1. tekma | 2. tekma |
| ------------------ | ---------- | ----------------- | -------- | -------- |
| AEK Athens         | 129 - 209  | OKK Beograd       | 76-84    | 53-125   |
| Pantterit Helsinki | 124 - 173  | Antwerp BC        | 63-60    | 61-113   |
| Lech Poznan        | 155 - 158  | Spartak Brno      | 87-73    | 68-85    |
| Real Madrid        | 115 - 118  | Stars Charleville | 50-39    | 65-79    |
| Simmenthal Milano  | *          | Gezira El Cairo   | 72-47    |          |
| Academic Sofia     | 147 - 108  | Maccabi Tel Aviv  | 69-50    | 78-58    |
| Budapest Honvéd    | 166 - 133  | ASA Bucureşti     | 86-52    | 80-81    |

- *Simmenthal Milano se je po prvi tekmi umaknil iz tekmovanja, ker niso želeli igrati na zunanjem igrišču.

## Četrtfinale
| Prvo moštvo       | Skup. Rez. | Drugo moštvo    | 1. tekma | 2. tekma |
| ----------------- | ---------- | --------------- | -------- | -------- |
| Antwerp BC        | 141 - 194  | Lech Poznan     | 80-89    | 61-105   |
| ASK Riga          | 159 - 142  | Budapest Honvéd | 79-54    | 80-88    |
| Stars Charleville | 149 - 160  | OKK Beograd     | 75-73    | 74-87    |
| Gezira El Cairo   | 65 - 69    | Academic Sofia  | 65-69    | *        |

*Gezira El Cairo se je po prvi tekmi umaknil iz tekmovanja.

## Polfinale
| Prvo moštvo | Skup. Rez. | Drugo moštvo   | 1. tekma | 2. tekma |
| ----------- | ---------- | -------------- | -------- | -------- |
| Lech Poznan | 153 - 166  | ASK Riga       | 84-76    | 69-90    |
| OKK Beograd | 156 - 163  | Academic Sofia | 79-69    | 77-94    |

## Finale
| Prvo moštvo | Skup. Rez. | Drugo moštvo   | 1. tekma | 2. tekma |
| ----------- | ---------- | -------------- | -------- | -------- |
| ASK Riga    | 148 - 125  | Academic Sofia | 79-58    | 69-67    |